# Joan Balcells
Pour les articles homonymes, voir Balcells.
Joan Balcells (parfois écrit Juan Balcells et parfois nommé avec ses deux prénoms, Joan-Manuel ou Juan-Manuel), né le 20 juin 1975 à Barcelone, est un joueur espagnol de tennis, vainqueur de la Coupe Davis en 2000.

## Carrière
Il a remporté la première Coupe Davis de son pays avec l'équipe d'Espagne pour laquelle il jouait les matchs de double avec Àlex Corretja.

## Palmarès

### Titre en simple (1)
| No | Date       | Nom et lieu du tournoi        | Catégorie   | Dotation  | Surface      | Finaliste       | Score          |          |
| -- | ---------- | ----------------------------- | ----------- | --------- | ------------ | --------------- | -------------- | -------- |
| 1  | 11-09-2000 | Gelsor Open Romania, Bucarest | Int' Series | 350 000 $ | Terre (ext.) | Markus Hantschk | 6-4, 3-6, 7-61 | Parcours |

### Finale en simple (1)
| No | Date       | Nom et lieu du tournoi                        | Catégorie   | Dotation  | Surface    | Vainqueur    | Score     |  |
| -- | ---------- | --------------------------------------------- | ----------- | --------- | ---------- | ------------ | --------- |  |
| 1  | 04-03-2002 | Franklin Templeton Tennis Classic, Scottsdale | Int' Series | 375 000 $ | Dur (ext.) | Andre Agassi | 6-2, 7-62 |  |

## Parcours dans les tournois du Grand Chelem

### En simple
| Année | Open d'Australie | Roland-Garros | Wimbledon | US Open  |
| ----- | ---------------- | ------------- | --------- | -------- |
| 2000  | -                | 2e tour       | -         | -        |
| 2001  | 1er tour         | 2e tour       | 1er tour  | 1er tour |
| 2002  | 1er tour         | 1er tour      | 1er tour  | -        |
| 2003  | 1er tour         | -             | -         | -        |
| 2004  | -                | -             | -         | -        |